# Maja Snis
Maja Snis, egentligen Maria Erika Arvidsson, född 22 augusti 1918 i Rättvik, död 13 juni 1950 i Stockholm, var en svensk fajansmålare.
Maja Snis började arbeta som fajansmålare vid Gustavsbergs porslinsfabrik 1941 och blev så småningom föreståndare för fajansstudion. Tillsammans med Stig Lindberg utvecklade hon servisdekoren Flora. Hon målade framförallt blommor och hade en fisk som sin målarsignatur. Maja Snis ansågs vara en av de skickligaste fajansmålare vid fabriken och hon var verksam där fram till sin död 1950.
I samband med att det nya bostadsområdet "porslinskvarteren" började uppföras i Gustavsberg namngavs en av gatorna till Maja Snis gata.